# بورداس (دار نشر)
بورداس (بالفرنسية: Bordas)‏ هي دار نشر فرنسية للمقررات المدرسية والقواميس. وهي الآن تابعة لمجموعة إيديتيس ومستوحذة من دار نشر الإسبانية بلانيتا.

## التاريخ
أنشأت بورداس سنة 1924 من طرف هنري وأخيه بيير بورداس، وأعنلت كدار نشر تنشر القواميس والمقررات المدرسية وقبل المدرسية وكتب بيداجوجية للمستويات الإعدادية والثانوية، بالإضافة إلى كتب في الثقافة العامة : فلسفة، تاريخ، أدب، طبيعة وموسيقى.
في 1972، أعادت بورداس شراء دار نشر جوتيييه-فيلار ودار نشر دونو، قبل أن يتم شراؤها من طرف صحافة المدينة سنة 1977.
في 2009، أطلق برنامج للدعم المدرسي في المنزل تحت اسم بورداس. رغم أنه ليس تابع لبورداس، التي سمحت باستخدام الماركة تحت رخصة فقط.
في 2014، أطلقت بورداس برنامجا للدعم المدرسي عبر الأنترنت، تحت اسم بورداس دعم مدرسي (Bordas Soutien Scolaire).

## وصلات خارجية
- (بالفرنسية) الموقع الرسمي